# Le Mans Métropole
Le Mans Métropole ist ein französischer Gemeindeverband mit der Rechtsform einer Communauté urbaine im Département Sarthe in der Region Pays de la Loire. Er wurde am 19. November 1971 gegründet und umfasst 20 Gemeinden (Stand: 1. Januar 2023). Der Verwaltungssitz befindet sich in der Stadt Le Mans.
Anders als der Name vermuten lassen kann, handelt es sich nicht um eine Métropole im Sinn des französischen Kommunalrechts. Diese Rechtsform für Gemeindeverbände entstand erst im Jahr 2010, also lange nach der Gründung des Stadtverbands Le Mans.

## Historische Entwicklung
Mit Wirkung vom 1. Januar 2017 traten die fünf Gemeinden der aufgelösten Communauté de communes du Bocage Cénomans dem hiesigen Gemeindeverband bei.
Zum 1. Januar 2023 verließ die Gemeinde Fatines die Communauté de communes Le Gesnois Bilurien und schloss sich diesem Gemeindeverband an.

## Mitgliedsgemeinden
| Gemeinde                | Einwohner 1. Januar 2022 | Fläche km² | Dichte Einw./km² | Code INSEE | Postleitzahl |
| ----------------------- | ------------------------ | ---------- | ---------------- | ---------- | ------------ |
| Aigné                   | 1.681                    | 12,59      | 134              | 72001      | 72650        |
| Allonnes                | 10.740                   | 18,07      | 594              | 72003      | 72700        |
| Arnage                  | 5.463                    | 10,76      | 508              | 72008      | 72230        |
| Champagné               | 3.680                    | 13,94      | 264              | 72054      | 72470        |
| Chaufour-Notre-Dame     | 1.164                    | 11,19      | 104              | 72073      | 72550        |
| Coulaines               | 8.049                    | 3,93       | 2.048            | 72095      | 72190        |
| Fatines                 | 905                      | 5,44       | 166              | 72129      | 72470        |
| Fay                     | 736                      | 9,48       | 78               | 72130      | 72550        |
| La Chapelle-Saint-Aubin | 2.252                    | 5,93       | 380              | 72065      | 72650        |
| La Milesse              | 2.631                    | 10,41      | 253              | 72198      | 72650        |
| Le Mans                 | 145.182                  | 52,81      | 2.749            | 72181      | 72000        |
| Mulsanne                | 5.299                    | 15,25      | 347              | 72213      | 72230        |
| Pruillé-le-Chétif       | 1.333                    | 10,30      | 129              | 72247      | 72700        |
| Rouillon                | 2.352                    | 9,15       | 257              | 72257      | 72700        |
| Ruaudin                 | 3.492                    | 13,78      | 253              | 72260      | 72230        |
| Saint-Georges-du-Bois   | 2.228                    | 7,23       | 308              | 72280      | 72700        |
| Saint-Saturnin          | 2.773                    | 9,66       | 287              | 72320      | 72650        |
| Sargé-lès-le-Mans       | 3.865                    | 13,85      | 279              | 72328      | 72190        |
| Trangé                  | 1.639                    | 11,11      | 148              | 72360      | 72650        |
| Yvré-l’Évêque           | 4.187                    | 27,61      | 152              | 72386      | 72530        |
| Le Mans Métropole       | 209.651                  | 272,49     | 769              | –          | –            |